# Байрак (Балаклейский район)
Байрак (укр. Байрак) — село,
Червоногусаровский сельский совет,
Балаклейский район,
Харьковская область.
Код КОАТУУ — 6320286802. Население по переписи 2001 г. составляет 205 (92/113 м/ж) человек.

## Географическое положение
Находится в 3-х км от административного центра совета села Новая Гусаровка и в 4-х от г. Балаклея, рядом автомобильная дорога Т-2110.
Село вплотную примыкает к реке Северский Донец (укр. Сіверський Дінець).

## Происхождение названия
Слово байрак происходит от тюркского «балка»; так обычно называется сухой, неглубоко взрезанный овраг, зачастую зарастающий травой либо широколиственным лесом.
Слово байрак распространено на юге Европейской части СССР, в лесостепной и степной зоне. От названия «байрак» происходит название байрачных лесов, где растут обычно следующие породы деревьев — дуб, клён, вяз, ясень, липа.
На территории Украины имелись минимум 19 сёл и посёлков с названием Байрак, из них шесть - в Харьковской области в её современных границах.

## Достопримечательности
В 1984 году был создан ботанический заказник местного значения, площадью 1 га.
Находится в Балаклейском лесничестве. Под пологом дубового редколесья и на полянах — заросли
ландышей,
чистотела большого,
медуницы лекарственной. Возле села бьют родники из основания меловых гор. Вкус у этой воды своеобразный, а её свойства вполне могут стать объектом исследований для медиков.